# ستيفن حزقيال
ستيفن حزقيال (بالإنجليزية: Stephen Juan)‏ هو عالم إنسان أمريكي، ولد في 18 يوليو 1949 في مقاطعة نابا في الولايات المتحدة، وتوفي في 23 يوليو 2018.